# 10 avril 1914
Le vendredi 10 avril 1914 est le 100e jour de l'année 1914.

## Naissances
- Paul Russo (mort le 13 février 1976), pilote automobile d'IndyCar américain
- Jean Reverzy (mort le 9 juillet 1959), médecin lyonnais et romancier français
- Edna Anhalt (morte en 1987), scénariste américaine
- Octave Simon (mort le 1er août 1944), agent secret français du Special Operations Executive

## Décès
- Nelson B. McCormick (né le 20 novembre 1847), membre de la Chambre des représentants des États-Unis
- Samson Wiener (né le 18 août 1851), avocat et homme politique belge

## Autres événements
- À Lyon création des cantons : 9, 10, 11, 12
- Sortie du film américain The Redemption of David Corson